# Lijst van Alarmschijven in 2024
Deze hits waren in 2024 Alarmschijf op Qmusic:
| Nr.  | Datum   | Artiest                                          | Titel                          | Hoogste positie in Top 40 | Aantal weken | Aantal punten |
| ---- | ------- | ------------------------------------------------ | ------------------------------ | ------------------------- | ------------ | ------------- |
| 2799 | Week 1  | Lost Frequencies & Bastille                      | Head Down                      | 10                        | 22           | 500           |
| 2800 | Week 2  | Tiësto & Fast Boy                                | All My Life                    | 27                        | 10           | 90            |
| 2801 | Week 3  | Ariana Grande                                    | Yes, And?                      | 5                         | 9            | 244           |
| 2802 | Week 4  | Antoon                                           | Blindelings                    | 19                        | 12           | 200           |
| 2803 | Week 5  | Rondé                                            | Undecided                      | 10                        | 22           | 459           |
| 2804 | Week 6  | Oscar and the Wolf                               | Angel Face                     | 27                        | 13           | 88            |
| 2805 | Week 7  | Cyril                                            | Stumblin' In                   | 1                         | 31           | 886           |
| 2806 | Week 8  | Dua Lipa                                         | Training Season                | 8                         | 23           | 543           |
| 2807 | Week 9  | Calvin Harris & Rag'n'Bone Man                   | Lovers in a Past Life          | 27                        | 6            | 62            |
| 2808 | Week 10 | MEAU                                             | Stukje van mij                 | 7                         | 14           | 318           |
| 2809 | Week 11 | Galantis, David Guetta & 5 Seconds of Summer     | Lighter                        | 31                        | 10           | 70            |
| 2810 | Week 12 | Dasha                                            | Austin                         | 2                         | 27           | 811           |
| 2811 | Week 13 | Davina Michelle                                  | I Said No Sir                  | 34                        | 4            | 16            |
| 2812 | Week 14 | Becky Hill                                       | Outside of Love                | 31                        | 8            | 51            |
| 2813 | Week 15 | Chef'Special                                     | Fly like Me                    | 26                        | 8            | 93            |
| 2814 | Week 16 | Dua Lipa                                         | Illusion                       | 17                        | 21           | 270           |
| 2815 | Week 17 | Tino Martin & Anouk                              | Voor je 't weet                | 15                        | 12           | 236           |
| 2816 | Week 18 | Kris Kross Amsterdam & Inna                      | Queen of My Castle             | 9                         | 20           | 425           |
| 2817 | Week 19 | Mark Ambor                                       | Belong Together                | 1 (2 weken)               | 21           | 676           |
| 2818 | Week 20 | Post Malone & Morgan Wallen                      | I Had Some Help                | 6                         | 27           | 697           |
| 2819 | Week 21 | Kygo, Zak Abel & Nile Rodgers                    | For Life                       | 28                        | 11           | 83            |
| 2820 | Week 22 | Benson Boone                                     | Slow It Down                   | 17                        | 13           | 237           |
| 2821 | Week 23 | Donnie & Snollebollekes                          | Engelengezang                  | 21                        | 7            | 103           |
| 2822 | Week 24 | Armin van Buuren & Chef'Special                  | Larger than Life               | 11                        | 19           | 378           |
| 2823 | Week 25 | Meduza, OneRepublic & Leony                      | Fire                           | 16                        | 12           | 191           |
| 2824 | Week 26 | Coldplay                                         | Feels Like I'm Falling in Love | 12                        | 20           | 403           |
| 2825 | Week 27 | Sam Feldt, JVKE & Anitta                         | Mi Amor                        | 14                        | 14           | 256           |
| 2826 | Week 28 | Alex Warren                                      | Carry You Home                 | *                         | *            | *             |
| 2827 | Week 29 | Alesso & Nate Smith                              | I Like It                      | 11                        | 19           | 261           |
| 2828 | Week 30 | Martin Garrix & Carolina Liar                    | Smile                          | 12                        | 20           | 286           |
| 2829 | Week 31 | Douwe Bob                                        | I Believe                      | 26                        | 17           | 105           |
| 2830 | Week 32 | Karol G                                          | Si antes te hubiera conocido   | 7                         | 17           | 410           |
| 2831 | Week 33 | Shawn Mendes                                     | Why Why Why                    | 27                        | 13           | 135           |
| 2832 | Week 34 | Lady Gaga & Bruno Mars                           | Die with a Smile               | 1*                        | *            | *             |
| 2833 | Week 35 | Coldplay, Little Simz, Burna Boy, Elyanna & Tini | We Pray                        | *                         | *            | *             |
| 2834 | Week 36 | Clean Bandit, Anne-Marie & David Guetta          | Cry Baby                       | *                         | *            | *             |
| 2835 | Week 37 | Sabrina Carpenter                                | Taste                          | *                         | *            | *             |
| 2836 | Week 38 | Luna                                             | Dat is het leven               | 10                        | 10           | 214           |
| 2837 | Week 39 | Teddy Swims                                      | Bad Dreams                     | *                         | *            | *             |
| 2838 | Week 40 | Davina Michelle                                  | I Won't Let Go                 | *                         | *            | *             |
| 2839 | Week 41 | Kygo & Imagine Dragons                           | Stars Will Align               | *                         | *            | *             |
| 2840 | Week 42 | Pommelien Thijs & MEAU                           | Het midden                     | *                         | *            | *             |
| 2841 | Week 43 | Alex Warren                                      | Burning Down                   | *                         | *            | *             |
| 2842 | Week 44 | Lady Gaga                                        | Disease                        | 25                        | 7            | 66            |
| 2843 | Week 45 | Gabry Ponte, Sean Paul & Natti Natasha           | Born to Love Ya                | *                         | *            | *             |
| 2844 | Week 46 | Morgan Wallen                                    | Love Somebody                  | *                         | *            | *             |
| 2845 | Week 47 | Gracie Abrams                                    | That's So True                 | *                         | *            | *             |
| 2846 | Week 48 | Tate McRae                                       | 2 Hands                        | 40                        | 3            | 3             |
| 2847 | Week 49 | Douwe Bob & Sera                                 | Could Have Been Us             | *                         | *            | *             |
| 2848 | Week 50 | Chef'Special                                     | C'est La Vie                   | *                         | *            | *             |
| 2849 | Week 51 | Nate Smith                                       | Fix What You Didn't Break      | *                         | *            | *             |
| 2850 | Week 52 | Lola Young                                       | Messy                          | *                         | *            | *             |

1969 ·
1970 ·
1971 ·
1972 ·
1973 ·
1974 ·
1975 ·
1976 ·
1977 ·
1978 ·
1979 ·
1980 ·
1981 ·
1982 ·
1983 ·
1984 ·
1985 ·
1986 ·
1987 ·
1988 ·
1989 · 
1990 · 
1991 · 
1992 · 
1993 · 
1994 · 
1995 · 
1996 · 
1997 · 
1998 · 
1999 · 
2000 · 
2001 · 
2002 · 
2003 · 
2004 · 
2005 · 
2006 · 
2007 · 
2008 · 
2009 ·
2010 ·
2011 ·
2012 ·
2013 ·
2014 ·
2015 ·
2016 ·
2017 ·
2018 ·
2019 ·
2020 ·
2021 ·
2022 ·
2023 ·
2024 ·
2025